# 국도 제295호선 (일본)
국도 제295호선은 지바현 나리타시에 있는 일본의 일반 국도이다.

## 역사
- 1970년 4월 1일: 지바 현 신토쿄 국제공항(현 나리타 국제공항) - 지바 현 나리타 시 구간이 국도 제295호선으로 지정.
- 1978년 4월 1일: 개통.

## 접속 도로 및 시설
| 접속 도로 및 시설               | 소재지          |
| ------------------------------- | --------------- |
| 나리타 국제공항                 | 지바현 나리타시 |
| 지바 현도 제44호선              | 지바현 나리타시 |
| 나리타 나들목 (신공항 자동차도) | 지바현 나리타시 |
| 국도 제51호선 국도 제408호선    | 지바현 나리타시 |